# سنگ‌ریزش کاپیتولیو
سنگ‌ریزش کاپیتولیو (انگلیسی: Capitólio rockfall) در ۸ ژانویه ۲۰۲۲، در دره‌ای در دریاچه فورناس در کاپیتولیو، میناز ژرایس، برزیل رخ داد. یک صخره بر روی قایق‌های تفریحی توریستی در دریاچه سقوط کرد که ۱۰ نفر را کشت و ۳۲ نفر دیگر را مجروح کرد.

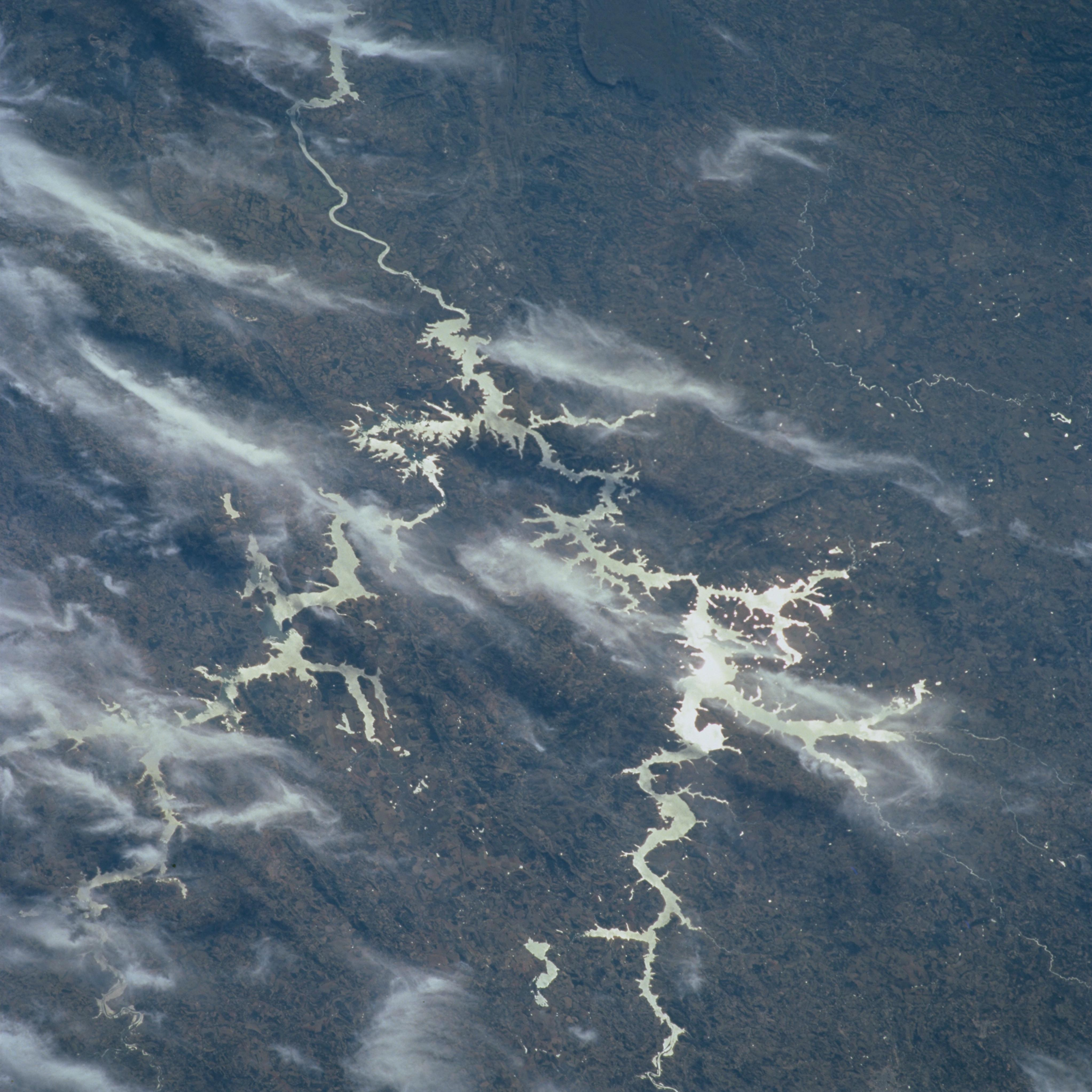
Furnas Reservoir seen from the International Space Station

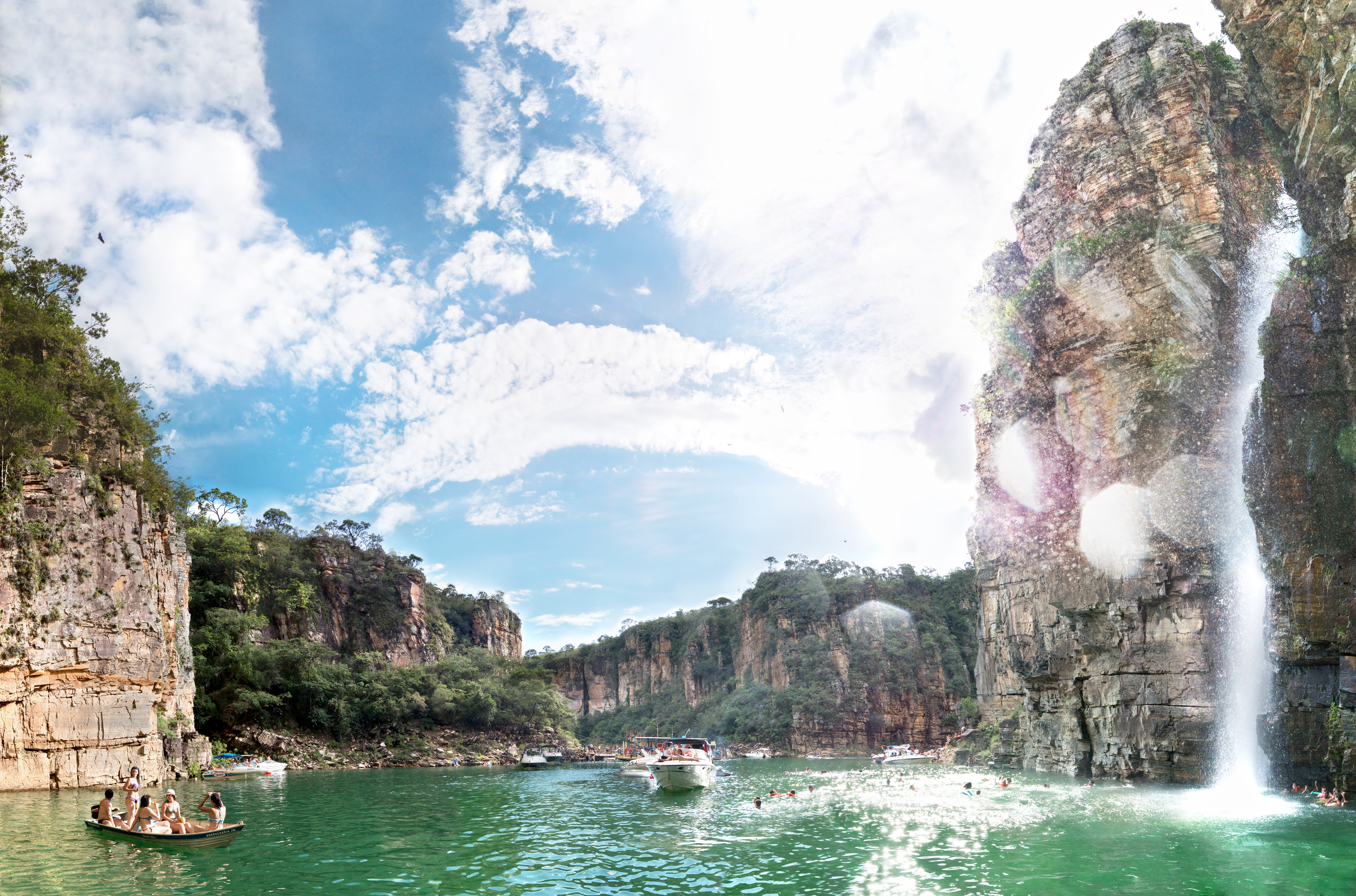
Cliffs along Furnas Lake with speedboats and bathers

## قربانیان
در این حادثه ۱۰ مرگ توسط سازمان آتش‌نشانی تا ۹ ژانویه تأیید شد. ۳۲ نفر نیز جراحات جزئی داشتند که در صحنه مداوا شدند. ۲۷ نفر مورد معاینه قرار گرفته و آزاد شدند، ۲۳ نفر از آنها از سانتا کازا د کاپیتولیو و چهار نفر دیگر از سانتا کاسا د سائو خوزه دابارا بودند. چهار نفر در بیمارستان بستری هستند.